# Stierenrennen

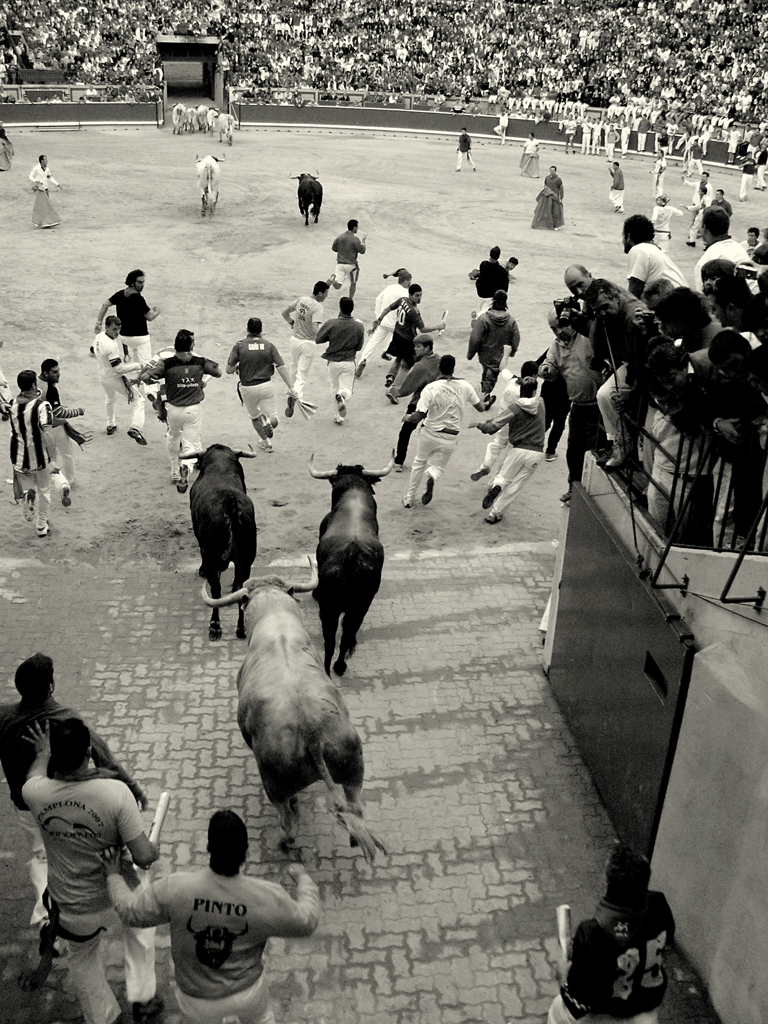
Stierenrennen in Pamplona 2007

Het stierenrennen (Spaans: encierro "insluiting"; Baskisch: entzierro; Catalaans: bous al carrer "stieren in de straat" of correbous letterlijk "stierenrennen") is een activiteit waarvan de oorsprong in Spanje ligt. Tijdens het stierenrennen wordt een kleine groep stieren (zes stieren en zes ossen of gecastreerde stieren) losgelaten op een afgezette route door de straten van een stad. Op het moment dat de stieren worden losgelaten rent een menigte (meestal gekleed in witte kleding met een rode sjaal) voor de stieren uit. De bekendste vorm van stierenrennen vindt plaats in Pamplona.

## Geschiedenis
De oorsprong van het stierenrennen is niet geheel duidelijk. Waarschijnlijk startte het toen het stierenvechten erg populair werd en de enige manier om de stieren van de stal naar de arena te krijgen was door ze door de straten te laten rennen. Op een gegeven moment besloten mensen om met de stieren te gaan rennen, dat was toen nog illegaal. Dit werd steeds populairder en groeide uit tot deze traditie. De eerste stierenloop werd gehouden in 1899. Het stierenrennen in Pamplona werd echter internationaal populair na de eerste roman van Ernest Hemingway, genaamd The Sun Also Rises (1926). Hij beschreef het als het feest van de overleving.

## Plaatselijke tradities

### Pamplona

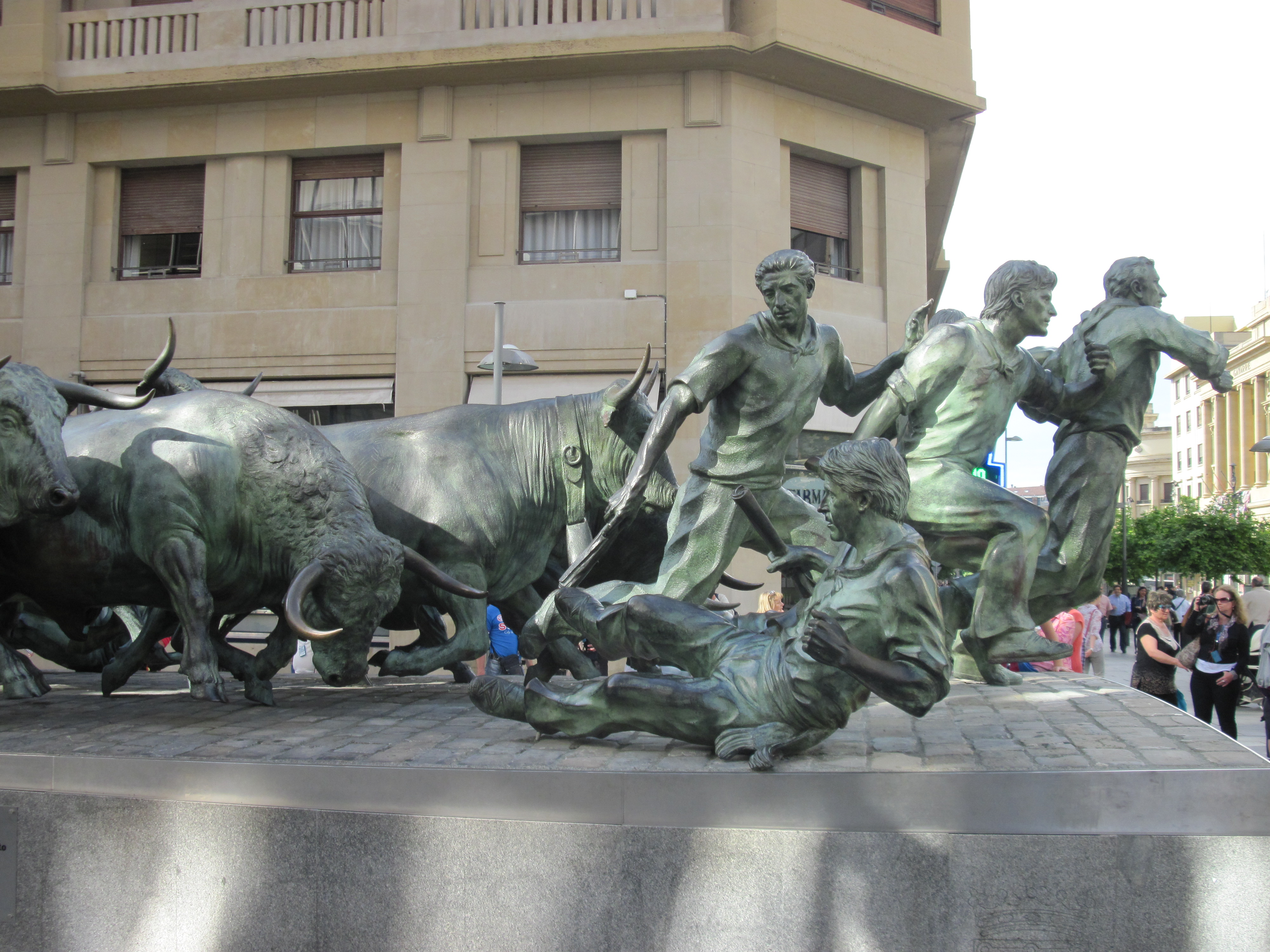
Monument in Pamplona

Een van de bekendste vormen van stierenrennen vindt plaats tijdens de San Fermínfeesten in de Spaanse stad Pamplona in de regio Navarra. Tijdens dit achtdaagse feest worden er dagelijks stieren losgelaten op een parcours naar de arena. De stieren overleven het stierenrennen nooit: zij worden in de arena gedood in stierengevechten. Ook zijn er geregeld zwaar gewonden en dodelijke slachtoffers onder de mensen, vaak omdat ze doorboord worden door de scherpe horens van de stieren. Elk jaar vallen er ook tussen de 200 en de 300 gewonden tijdens de ren. Het grootste deel van de verwondingen wordt veroorzaakt door valpartijen en zijn dan ook meestal niet ernstig.

### Valencia
In de stad Valencia werd traditiegetrouw een "vuurstier" (Spaans: toro de fuego) met aan zijn hoorns brandende pekfakkels of vuurwerk door de straten gejaagd. De praktijk om brandende materialen aan de hoorns te binden is in juni 2016 verboden door de gemeente, hoewel het stierenrennen zonder brandende kaarsvetballen of vuurwerk nog steeds is toegestaan. Het evenement kreeg ook minder overheidssubsidie.